# 近鉄東海ストア
株式会社近鉄東海ストア（きんてつとうかいストア）は、過去に存在したスーパーマーケットの1つ。
近畿日本鉄道や近鉄百貨店の関連会社で、同じく近鉄グループに属していた。本社および本店は愛知県名古屋市中村区にあった。

## 概要
1965年（昭和40年）4月28日に設立され、同年6月6日に近商ストアの三重県内4店舗を継承して事業を開始した。
1975年（昭和50年）からは店舗の改装や新規出店を推し進めるなどして事業規模の拡大を図ったが、約3億円の累積損失を出した。また、一般的なスーパーマーケットである津（津新町駅ビル）、津駅、鈴鹿、阿倉川（四日市市）の4店舗に対して名古屋店だけが百貨店に近い店づくりをしており、四日市店も四日市近鉄百貨店に隣接した立地で同百貨店の食品売場の機能を担うなど、業態が混在していた。そこで、1988年（昭和63年）3月に株式会社四日市近鉄百貨店と合併し、名古屋店・四日市店を引き継いだことにより中部近鉄百貨店（旧）が誕生した。残りの店舗は近商ストアの100%子会社である東海近鉄ストアに引き継がれた。しかし、近商ストア本体の桔梗が丘店も含め、2022年現在は愛知県・三重県からは全面撤退している。

## 中部近鉄百貨店に引き継がれた店舗

### 名古屋店
愛知県名古屋市中村区名駅1-2-2 名古屋近鉄ビル
1967年（昭和42年）11月23日開店
店舗面積：約5,093m2 → 5,849 m2
百貨店業態だったが、名鉄百貨店本店に加え、松坂屋名古屋駅店（2010年閉店）よりさらに手狭だったため、中部近鉄百貨店名古屋店となってからは近畿日本鉄道名古屋支社などの跡地に増床し、若年層をターゲットにした「ヤングメッセ近鉄」へ移行した。さらにジェイアール名古屋タカシマヤの開業に備えてさらなる差別化のため、専門店形式の「近鉄パッセ」に業態転換した。2009年からの正式名称は近鉄百貨店名古屋店。

### 四日市店
三重県四日市市安島1-1-56
1956年（昭和31年）9月23日開店
店舗面積：約650m2 → 1,393 m2
近鉄名古屋線の経路短絡工事に伴って移転・開設された新しい近鉄四日市駅ビルの1階と2階に出店した。
1階は食品売り場と食堂・喫茶となっており、2階が衣料品・日用雑貨・化粧品・文具・玩具などの売り場で、対面販売方式の店舗として開店した。
1957年（昭和32年）2月18日に外商係と売店係を設置し、同年12月10日に2階を改装して特売場を新設した。
四日市近鉄百貨店（当時）開店後はスーパー形式で食料品売場の機能を担っていた。この名残で近鉄百貨店四日市店の食品売場は近鉄四日市駅の高架下部分の1階・2階に分かれて存在しているが、1階・2階でも高架下以外の部分は四日市近鉄百貨店時代から百貨店の売場で、化粧品など食品以外の商品を扱っている。

## 東海近鉄ストアに引き継がれた店舗

### 塩浜店
三重県四日市市御薗町2丁目81
1960年（昭和35年）10月1日開店
売場面積約239.25m2
塩浜駅前に出店していた。

### 阿倉川店
三重県四日市市阿倉川町8-9
店舗面積：158 m2

### ララ店[11]→ 津駅店
1973年（昭和48年）3月開店
三重県津市羽所町官有地9
津駅駅ビル「チャム」の核店舗
店舗面積：1,395 m2

### 津新町店[10]→ （2代目）津店
三重県津市新町1-13-12
店舗面積：2,757 m2
津新町駅ビルのテナントだった。津駅店とは別にこちらが津店を名乗っていた。

### 鈴鹿店
三重県鈴鹿市神戸矢田部町178-2
店舗面積：737 m2

## 1988年以前に閉店した店舗

### 烏森店
愛知県名古屋市中村区烏森町1-132
1963年（昭和38年）11月1日開店
店舗面積：約339m2 → 356m2
烏森駅に隣接して出店した店舗で、食品比率約8割の食品スーパーであった

### （初代）津店
1956年（昭和31年）7月1日開店。
三重県津市丸之内本町2106
三重交通と近畿日本鉄道などの出資で建設された三重会館の1階と2階に出店した。
1階の大半はバスターミナルとなっていた関係で1階の営業面積は約62.7m2に留まって売店と食堂・喫茶となっており、2階の全フロア約739.2m2を使用して食料品・日用雑貨・化粧品・文具などを対面販売する売り場とする形で開店した。
1957年（昭和32年）2月18日に外商係と売店係を設置し、1958年（昭和33年）1月31日に津新町駅構内に売店（店舗面積約6.6m2）を新設した。

### 松阪店
三重県松阪市湊町200

## 関連会社
- 近畿日本鉄道 - 近商ストア、近鉄グループホールディングスの項も併せて参照。
- 近鉄百貨店
- 三交百貨店